# Anablysis gaschei
Anablysis gaschei är en insektsart som beskrevs av Marius Descamps 1979. Anablysis gaschei ingår i släktet Anablysis och familjen gräshoppor. Inga underarter finns listade i Catalogue of Life.